# Materialelære
Materialelære er et undervisningsfag, der formidler den grundlæggende viden om de materialer, der hører til et håndværksfag, såvel naturlige (f.eks. træ) som syntetiske (kunststoffer). Formålet med undervisningen er, at de rette materialer vælges til det enkelte formål, og at de forarbejdes på rette måde ud fra en viden om deres egenskaber.
Faget findes selvstændigt eller som integreret del på tekniske skoler og som et mindre emneområde i f.eks. sløjdundervisning.